# XIII Giochi olimpici invernali
I XIII Giochi olimpici invernali (in inglese: XIII Olympic Winter Games), noti anche come Lake Placid '80, si sono svolti a Lake Placid (Stati Uniti d'America) dal 14 al 23 febbraio 1980.

## I Giochi

### Discipline
Il programma olimpico prevedeva competizioni in 10 discipline:
| Disciplina              | Maschile | Femminile | Misti | Totali |
| ----------------------- | -------- | --------- | ----- | ------ |
| Biathlon                | 3        |           |       | 3      |
| Bob                     | 2        |           |       | 2      |
| Combinata nordica       | 1        |           |       | 1      |
| Hockey su ghiaccio      | 1        |           |       | 2      |
| Pattinaggio di figura   | 1        | 1         | 2     | 4      |
| Pattinaggio di velocità | 5        | 4         |       | 9      |
| Salto con gli sci       | 2        |           |       | 2      |
| Sci alpino              | 4        | 4         |       | 8      |
| Sci di fondo            | 4        | 3         |       | 7      |
| Slittino                | 2        | 1         |       | 3      |
| Totale (10 discipline)  | 25       | 13        | 2     | 40     |

## Risultati

### Medagliere
| Squadra          |    |   |   | Tot. |
| ---------------- | -- | - | - | ---- |
| Unione Sovietica | 10 | 6 | 6 | 22   |
| Germania Est     | 9  | 7 | 7 | 23   |
| Stati Uniti      | 6  | 4 | 2 | 12   |
| Austria          | 3  | 2 | 2 | 7    |
| Svezia           | 3  | 0 | 1 | 4    |
| Liechtenstein    | 2  | 2 | 0 | 4    |
| Finlandia        | 1  | 5 | 3 | 9    |
| Norvegia         | 1  | 3 | 6 | 10   |
| Paesi Bassi      | 1  | 2 | 1 | 4    |
| Svizzera         | 1  | 1 | 3 | 5    |
| Regno Unito      | 1  | 0 | 0 | 1    |
| Germania Ovest   | 0  | 2 | 3 | 5    |
| Italia           | 0  | 2 | 0 | 2    |
| Canada           | 0  | 1 | 1 | 2    |
| Giappone         | 0  | 1 | 0 | 1    |
| Ungheria         | 0  | 1 | 0 | 1    |
| Bulgaria         | 0  | 0 | 1 | 1    |
| Cecoslovacchia   | 0  | 0 | 1 | 1    |
| Francia          | 0  | 0 | 1 | 1    |

### Protagonisti
- Eric Heiden (USA, pattinaggio): è il dominatore assoluto delle gare di velocità, vincitore di tutte e cinque le medaglie d'oro in palio.
- Aleksandr Tichonov (URSS, biathlon): vince il suo quarto oro olimpico consecutivo.
- Ingemar Stenmark (Svezia, sci alpino): il campione svedese vince due ori, nello slalom speciale e nel gigante.
- Hanni Wenzel (Liechtenstein, sci alpino): come Stenmark in campo maschile, si aggiudica due ori, nello slalom speciale e nel gigante, più l'argento nella discesa libera.
- La squadra maschile statunitense di hockey, guidata da Herb Brooks, che sconfisse quella sovietica, vincitrice delle precedenti 4 edizioni, in quello che sarebbe stato ricordato come il miracolo sul ghiaccio.